# Carlos Edward Osorio
Carlos Edward Osorio Aguiar (Ibagué, Colombia; 15 de septiembre de 1974) es un abogado y político colombiano. Fue Diputado a la Asamblea de Tolima en el 2008, Representante a la Cámara por Tolima en el 2010 y reelecto en el año 2014.

## Reseña biográfica
Nació en Ibagué, Tolima en el hogar formado por Jairo Osorio Mejía, transportador y empresario oriundo de Casabianca, y María Stella Aguiar de Osorio, maestra nacida en el municipio de San Antonio.

### Comienzos
En 1997 se graduó como abogado de la facultad de Derecho de la Universidad de Caldas con una tesis denominada “Preámbulo constitucional, efectividad normativa y poder vinculante”. En 1998 realizó un posgrado en la Universidad Católica de Colombia en Derecho Administrativo y Constitucional, para después adelantar, en enero de 199, estudios superiores en la Universidad de Salamanca en España y Portugal. A su regreso, inició estudios en Derecho Probatorio. En el 2001 adelantó estudios de posgrado en Derecho Tributario y Aduanero, en 2003 en Derecho Penal y Ciencias Forenses, en 2004 en Derecho Comercial y Financiero y en 2005 realizó un diplomado en la Cámara de Comercio -  “Conciliador en Derecho”. Actualmente adelanta una maestría en Derechos Humanos en la Universidad Santo Tomás.

### Como docente
Alterno a su profesión ejerció como la docencia en la Corporación Unificada Nacional y en la facultad de derecho de la Universidad Cooperativa de Colombia.

## Carrera política
Comenzó su carrera pública como Profesional Universitario de la División de Prestaciones Sociales de la Gobernación del Tolima, para después ser Asesor Jurídico del Departamento Jurídico de la Gobernación del Tolima y de allí pasar a ser Director de Ingresos de la Gobernación del Tolima y Director del Departamento de Asuntos Jurídicos de la Gobernación del Tolima.
También se desempeñó como Secretario General (e) de la Gobernación del Tolima, Secretario del Interior (e) de la Gobernación del Tolima, Secretario Jurídico de la Alcaldía de Ibagué, Secretario de Gobierno y Seguridad Ciudadana de la Alcaldía de Ibagué, Secretario de Tránsito (e) de la Alcaldía de Ibagué, Secretario de Hacienda (e) de la Alcaldía de Ibagué, Alcalde encargado de Ibagué y Alcalde encargado de Fresno.
En 2007 se postuló como candidato a la Asamblea Departamental de Tolima, resultando elegido con una votación de 10.603 votos. También llegó a ser presidente de esta corporación.
En marzo de 2010 fue elegido Representante a la Cámara por el partido de la U, obteniendo una votación de 15.451 votos.
En 2012 fue escogido uno de los 5 mejores congresistas del país por uno de los medios impresos más importantes e influyentes de Colombia, la Revista Semana.
En su desempeño como Representante a la Cámara fue integrante de la Comisión Primera y Presidente de la Comisión de Investigación y Acusación; ha adelantado importantes debates de control político, en temas relacionados con plan 2500, la doble calzada Ibagué - Bogotá y el sistema de pensiones; también ha sido ponente de importantes proyectos de ley y actos legislativos, como el Marco Jurídico para la PAZ, el Código General de Proceso, el Código Contencioso Administrativo, entre otros.
En el año 2014 fue reelecto como Representante a la Cámara con 35.374 Votos, la mayor votación en Tolima, consolidándolo como la mayor fuerza política del departamento.
En septiembre de 2014 el congreso de la República lo escogió como uno de los cinco legisladores que representaron a Colombia ante la Comunidad Andina de Naciones. También fue elegido como representante de la Cámara en Consejo Superior de Política Criminal.

## Premios y reconocimientos
- Mejor Congresista de la Región según PNUD y www.congresovisible.org (enlace roto disponible en Internet Archive; véase el historial, la primera versión y la última). (Reconocimiento, 2012)
- Los 5 mejores congresistas del país según Revista Semana (Colombia) (Reconocimiento, 2012)
- Elegido como miembro del Parlamento Andino (Miembro parlamentario, 2014)
- Elegido como miembro del Consejo de Política Criminal de Colombia (Miembro Consejero, 2014)